# Woerden
Woerden – miasto w centralnej Holandii, w prowincji Utrecht. Położone nad rzeką Oude Rijn, która okrąża centrum miasta tworząc kształt gwiazdy. 
Osada założona przez Rzymian. Otrzymała prawa miejskie w 1372 r. W 1410 r. wybudowano zamek, a w 1510 r. ratusz miejski - oba budynki istnieją do dziś. 
Od 1885r. od początku maja do końca sierpnia w każdy sobotni poranek w mieście odbywa się tradycyjny targ serów. 
Liczba mieszkańców:51 201 (2012). Powierzchnia: 92,89 km².